# Jean Petit (labdarúgó, 1914)
Jean Petit (Liège, 1914. február 25. – 1944. június 5.) belga labdarúgó, hátvéd.

## Karrierje
Karrierje teljes egészét a Standard de Liège csapatában töltötte, ahol 1930-tól 1939-ig játszott. A legjobb eredménye a csapattal egy bajnoki ezüstérem 1936-ból. Négyszer szerepelt a válogatottban is, valamint részt vett az 1938-as vb-n.
Valószínűleg a második világháborúban vesztette életét.